# Unterfelben
Unterfelben este o arie protejată (arie specială de conservare — SAC, sit de importanță comunitară — SCI) din Austria întinsă pe o suprafață de 7,75 ha, integral pe uscat.

## Localizare
Centrul sitului Unterfelben este situat la coordonatele 47°15′09″N 12°29′42″E / 47.2526°N 12.4949°E.

## Înființare
Situl Unterfelben a fost declarat sit de importanță comunitară în decembrie 2018 pentru a proteja 1 specie de plante. Situl a fost protejat și ca arie specială de conservare în iunie 2021.

## Biodiversitate
Situată în ecoregiunea alpină, aria protejată nu include niciun habitat protejat.
La baza desemnării sitului se află o specie protejată de  plante: Asplenium adulterinum.